# Minister voor Wonen, Wijken en Integratie

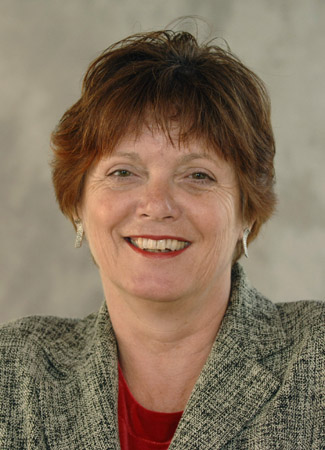
Ella Vogelaar; de eerste minister voor Wonen, Wijken en Integratie

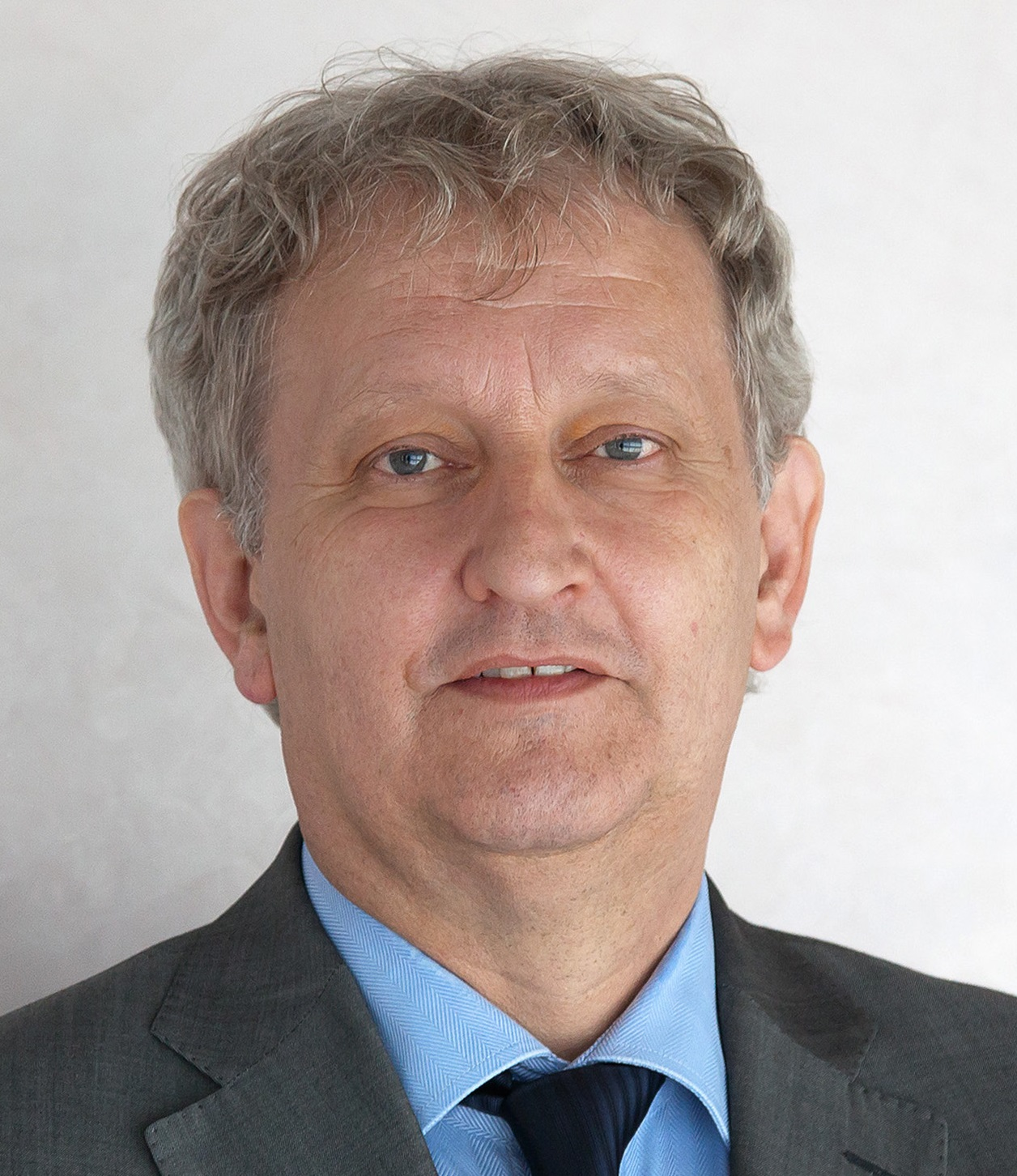
Eberhard van der Laan; de tweede minister voor WWI

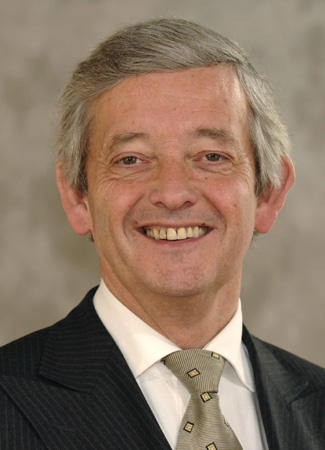
Eimert van Middelkoop; de derde en laatste minister voor WWI

De minister voor Wonen, Wijken en Integratie (WWI) was een minister zonder portefeuille in het Nederlandse kabinet-Balkenende IV, dat regeerde van 22 februari 2007 tot 14 oktober 2010. Hij was een van de twee zogenoemde programmaministers, naast de minister voor Jeugd en Gezin, en ressorteerde onder het ministerie van Volkshuisvesting, Ruimtelijke Ordening en Milieubeheer.
De eerste minister voor Wonen, Wijken en Integratie was Ella Vogelaar (PvdA). Zij bood op 14 november 2008 haar ontslag aan, nadat de PvdA-top het vertrouwen in haar had opgezegd. Ze werd opgevolgd door Eberhard van der Laan (eveneens PvdA), die het ambt bekleedde tot de val van het kabinet op 23 februari 2010. Gedurende de periode dat het kabinet demissionair was werd het ministerschap waargenomen door Eimert van Middelkoop (ChristenUnie), die tevens minister van Defensie was. De minister voor WWI keerde niet terug in het op 14 oktober 2010 beëdigde kabinet-Rutte I.
Tijdens de formatie van het kabinet-Balkenende IV was er nog sprake van dat er een 'minister voor Integratie en Wijkverbetering' zou komen, maar tijdens het constituerend beraad is besloten dat de titel 'minister voor Wonen, Wijken en Integratie' beter past bij het takenpakket van de programmaminister.